# بيرند شرودر
بيرند شرودر (بالألمانية: Bernd Schröder)‏ (22 يوليو 1942 في ألمانيا - ) هو مدرب كرة قدم ولاعب كرة قدم ألماني (وحمل سابقاً جنسية ألمانيا الشرقية) في مركز حراسة المرمى.

## وصلات خارجية
- بيرند شرودر على موقع عالم كرة القدم.نت (الإنجليزية)